# Rachel Stevens
Rachel Lauren Stevens (Southgate, 9 aprile 1978) è una cantante, attrice e personaggio televisivo inglese. Divenuta famosa come membro del gruppo britannico S Club 7, fondato dal manager Simon Fuller della Spice Girls, intraprende nel 2003 la carriera da solista pubblicando due album in studio, esordendo dall'inizio della sua carriera tredici volte nella top10 classifica britannica e vendendo oltre 11 milioni di copie in tutto il mondo. Grazie al successo ottenuto è stata nominata sette volte ai BRIT Award vincendo due premi assieme al gruppo, tra cui British Single of the Year per Don't stop monin'.
Parallelamente alla carriera musicale, Stevens è stata protagonista di numerosi docu-serie e speciali televisivi tra il 1999 e il 2002, tra cui  Miami 7 , L.A.7 e Viva S Club, assieme ai S Club 7. Successivamente recita in alcuni film, tra cui Suzie Gold (2004), ed entra a far parte del programma tv Strictly Come Dancing (2008-2014). È stata inoltre mentore e giudice a The X Factor New Zealand (2013) e The Voice of Ireland (2015-2016).

## Carriera
Nasce a Southgate, quartiere di Londra, da una famiglia di origine ebraica, dimostrò immediatamente una passione per la musica e la moda, tanto da decidere dopo le scuole medie di andare a studiare moda alla London School of Fashion e si laureò in pubbliche relazioni. Nel 1993, per la prima volta ha attirato l'attenzione mondana vincendo un concorso di modelle sponsorizzato dalla rivista britannica per adolescenti Just 17.

### 1998-2003: S Club 7 e il successo internazionale
Iniziò ad interessarsi alla musica fin da ragazza, quando accompagnò suo fratello a dei provini organizzati dallo storico produttore delle Spice Girls, Simon Fuller, per creare un gruppo pop nel 1998. Lì, il produttore si accorse di lei e le chiese di fare un provino che le fece ottenere un posto nel nuovo gruppo denominato S Club 7. Il gruppo, formato dalla Stevens, Bradley McIntosh, Hannah Spearritt, Jo O'Meara, Jon Lee, Paul Cattermole e Tina Barrett, è diventato rapidamente famoso nel Regno Unito, Irlanda, Canada e Stati Uniti, sostenuti dal alcune docu-serie e speciali televisivi, tra cui  Miami 7 , L.A.7 e Viva S Club, prodotti dalla BBC e ABC. Il 4 ottobre 1999 viene pubblicato il loro primo album S Club, tratto dalle canzoni realizzate nel corso della serie Miami 7, che riscuote ampio successo nelle classifiche di Regno Unito, Irlanda, Canada, vendendo oltre 2 milioni di copie. Il singolo Bring It All Back esordisce alla prima posizione della classifica britannica e nelle top10 di Germania, Spagna, Paesi Bassi.
Nel 2000 rilasciano il secondo album, 7, con il quale ottengono la prima posizione nel Regno Unito ed esordiscono per la prima volta nella classifica Billboard 200 statunitense, dove viene certificato disco d'oro, venendo globalmente oltre 3 milioni di copie. Il singolo Never Had a Dream Come True diviene il secondo ad esordine alla prima posizione della UK Singles Chart ed esordisce alla decima posizione della Billboard Hot 100. I successivi progetti discografici Sunshine (2001) e Seeing Double (2002) ottengono un successo inferiore rispetto ai precedenti album, generando allo stesso tempo ulteriori cinque singoli esordenti nelle top5 britannica, tra cui Don't Stop Movin' quarto numero uno della band, che ottiene il BRIT Award come singolo britannico dell'anno.
Nel 2003 viene pubblicato la raccolta Best: The Greatest Hits of S Club 7, che sebbene esordisca alla seconda posizione della classifica britannica dove ottiene il doppio disco di platino, diviene l'ultimo progetto discografico della band che annuncia lo scioglimento durante un concerto tenuto poche settimane dopo.

### 2003-2007:Funky Dory e Come and Get It
Subito dopo la rottura, la Polydor le offrì un contratto che prevedeva la registrazione di 4 album da solista e lei accettò immediatamente. Nel settembre dello stesso anno, pubblicò il suo primo singolo da solista intitolato Sweet Dreams My L.A. Ex,  scritto da Cathy Dennis, autrice per Britney Spears e Kylie Minogue, che riscosse successo commerciale in tutta Europa, raggiungendo la settima posizione nella Eurochart Singles Hot 100 e la seconda posizione della classifica britannica e irlandese.
Il suo album di esordio da solista, Funky Dory, debuttò alla posizione numero 9 in Regno Unito, ma le scarse vendite portarono la Polydor a decidere di ritirare dal mercato l'album e di registrarne una riedizione con dei nuovi brani. Inoltre il secondo singolo che dà nome all'album, Funky Dory, riscosse un successo inferiore nelle classifiche internazionali dando sostegno alla scelta presa dalla casa discografica.
La riedizione fu pubblicata nell'estate del 2004 con 2 nuovi brani, entrambi divenuti poi singoli: Some Girls e More, More, More. Entrambi i singoli raggiunsero la top 3 britannica. Le due versioni dell'album ottennero la certificazione di disco d'oro dalla BPI.
Iniziò così ad apparire su moltissimi programmi e ad esibirsi in molte città differenti stabilendo il 9 settembre 2004 il record della popstar con più esibizioni live in più città differenti in 24 ore, con 7 esibizioni in 7 città inglesi differenti.
La Stevens rientrò in studio per registrare il suo secondo album. Quest'ultimo fu pubblicato nell'estate del 2005 e fu intitolato Come And Get It. A causa dello scarso successo del primo singolo estratto, Negotiate With Love, che raggiunse basse posizioni in Europa, l'album esordì solamente nella classifica britannica alla posizione 28.
Vennero estratti, in seguito, So Good e I Said Never Again (But Here We Are), non riuscendo, anche questi, a lanciare del tutto il disco, così si decise di non pubblicare il quarto singolo.
La sua ultima apparizione al cinema risale al 2005, nel film campione d'incassi Deuce Bigalow - Puttano in saldo, dove interpretava una sensuale ragazza di nome Louisa.

### 2008-2012:Strictly Come Dancing
Nel 2008 partecipa come concorrente al programma televisivo Strictly Come Dancing (versione inglese di Ballando con le stelle) facendo coppia con il ballerino professionista
Vincent Simone e insieme sono riusciti a battere i vincitori Alesha Dixon e Tom Chambers.
Il 15 novembre 2011 Stevens ha fatto un'apparizione come ospite su ITV1 Lorraine per parlare con Lorraine Kelly della sua maternità e registrare un album per i più piccoli.

### 2013-presente: Réunion S Club 7 e progetti televisivi e teatrali
Nel marzo 2013 ha rivelato che lei e gli altri membri stavano parlando di una possibile riunione con S Club. Nel 2013 Stevens è stata mentore della versione neozelandese diThe X Factor aiutando Melanie Blatt nella categoria gruppi. Il 6 ottobre 2014, l'emittente statale irlandese RTÉ ha confermato che Stevens farà parte di The Voice of Ireland come quarto coach. Nel dicembre 2014, Stevens ha partecipato allo speciale natalizio Strictly Come Dancing e allo Strictly Tour, uno spettacolo di danza nel Regno Unito.
Nel maggio 2015 tutti e sette i componenti originari dell'S Club 7 si sono riuniti in un tour, intitolato Bring It All Back 2015, tra Inghilterra, Galles e Scozia. Nel dicembre 2017, Stevens ha partecipato al programma televisivo Celebrity Mastermind e partecipa come concorrente a Celebrity MasterChef UK. Nel 2019 recita nel nuovo spettacolo teatrale Rip It Up The 70s al fianco di Louis Smith, Melody Thornton e Lee Ryan.

## Discografia

### Da solista

#### Album in studio
- 2003 - Funky Dory
- 2005 - Come and Get It

#### Singoli
- 2003 - Sweet Dreams My LA Ex
- 2003 - Funky Dory
- 2004 - Some Girls
- 2004 - More, More, More
- 2005 - Negotiate with Love
- 2005 - So Good
- 2005 - I Said Never Again (But Here We Are)

## Filmografia
| Anno | Titolo                           | Personaggio                |
| ---- | -------------------------------- | -------------------------- |
| 2003 | Seeing Double                    | Rachel Stevens (sé stessa) |
| 2004 | Suzie Gold                       | Ragazza degli M5           |
| 2005 | Deuce Bigalow - Puttano in Saldo | Louisa                     |

## Programmi televisivi
- Miami 7, serie TV (1999)1
- L.A. 7, serie TV (2000)1
- Hollywood 7, serie TV (2001)1
- Viva S Club, serie TV (2002)1
- Happy Hour, 6x01, serie TV (2006)
- Strictly Come Dancing, S6, telant show (2009) concorrente
- Strictly Come Dancing Christmas Special, programma TV (2009-2014) ospite ricorrente
- The Sunday Night Project, programma TV (2009) presentatrice ricorrente
- The X Factor New Zealand, S1, telent show (2013) mentore
- The Voice of Ireland, S4, S5 , talent show(2015-2016) coach e giudice
- Celebrity MasterChef UK, S12, telant show (2017) concorrente

1 come membro dei S Club 7.

## Teatrografia
- Rip It Up The 70s, tour in Inghilterra (2019)